# Saarbrücken-Burbach
Burbach är en stadsdel i Saarbrücken i Saarland, Tyskland. Stadsdelen ligger i den västra delen av Saarbrücken. Stadsdelen ligger i närheten av motorvägarna A1 och A620.